# USS Skipjack (SS-184)
USS Skipjack (SS-184) – amerykański okręt podwodny typu Salmon. W trakcie II wojny światowej „Skipjack” wziął udział w wojnie na Pacyfiku. Po wycofaniu z czynnej służby 28 sierpnia 1946 roku, okręt został zatopiony 25 lipca 1946 r. w ramach operacji „Crossroads”, a następnie wydobyty i ponownie zatopiony jako okręt-cel 11 sierpnia 1948 roku.